# Toàn Thắng, Tiên Lãng
Toàn Thắng là một xã thuộc huyện Tiên Lãng, thành phố Hải Phòng, Việt Nam.
Xã Toàn Thắng có diện tích 5,19 km², dân số năm 1999 là 4132 người, mật độ dân số đạt 796 người/km².